# Scott Ian
Scott Ian Rosenfeld (New York, 31. prosinca 1963.) poznatiji samo kao Scott Ian, američki je glazbenik, najpoznatiji kao gitarist i jedan od osnivača američkog thrash metal sastava Anthrax.

## Diskografija

### Studijski albumi
- Fistful of Metal (1984.)
- Spreading the Disease (1985.)
- Among the Living (1987.)
- State of Euphoria (1988.)
- Persistence of Time (1990.)
- Sound of White Noise (1993.)
- Stomp 442 (1995.)
- Volume 8: The Threat Is Real (1998.)
- We've Come for You All (2003.)
- Worship Music (2011.)
- For All Kings (2016.)